# Валерій Гельбахіані
Валеріан (Валерій) Гельбахіані (нар. 28 травня 1955, Сачхере) — грузинський юрист, політик.
У 1981 році закінчив юридичний факультет Тбіліського державного університету, а в 1985 році — аспірантуру. У 1999—2004 роках був депутатом парламенту Грузії 5-го скликання за партійним списком від виборчого блоку «Відродження Грузії». У 2004—2008 роках — депутат парламенту Грузії 6-го скликання (сачхерська більшість), ініціативна група від виборчого блоку.